# Crinia
Crinia – rodzaj płazów bezogonowych z rodziny żółwinkowatych (Myobatrachidae).

## Zasięg występowania
Rodzaj obejmuje gatunki występujące w Australii i w południowej części Nowej Gwinei.

## Systematyka

### Etymologia
- Crinia: gr. κρινω krinō „oddzielić, odróżnić”[12].
- Ranidella: łac. rana „żaba”[13]; przyrostek zdrabniający -ella[14]. Gatunek typowy: Crinia signifera Girard, 1853.
- Camariolius: gr. καμαριον kamarion „sklepienie mózgowe”; λειος leios „gładki”[4]. Gatunek typowy: Camariolius varius Peters, 1863 (= Crinia signifera Girard, 1853).
- Pterophrynus (Pterophryne): gr. πτερον pteron „skrzydło, wiosło”[15]; φρυνη phrunē, φρυνης phrunēs „ropucha”[16]. Gatunek typowy: Pterophrynus verrucosus Lütken, 1864 (= Crinia signifera Girard, 1853).
- Australocrinia: łac. australis „południowy”, od auster, austri „południe”; rodzaj Crinia Tschudi, 1838[7]. Gatunek typowy: Pterophrynus tasmaniensis Günther, 1864.
- Littlejohnophryne: Murray John Littlejohn (ur. 1932), australijski herpetolog; gr. φρυνη phrunē, φρυνης phrunēs „ropucha”[8]. Gatunek typowy: Crinia riparia Littlejohn & Martin, 1965.
- Tylerdella: Michael James Tyler (ur. 1937), australijski herpetolog; łac. przyrostek zdrabniający -ella[9]. Gatunek typowy: Ranidella remota Tyler & Parker, 1974.
- Bryobatrachus: gr. βρυον bruon „porost, mech”; βατραχος batrakhos „żaba”[10]. Gatunek typowy: Bryobatrachus nimbus Rounsevell, Ziegeler, Brown, Davies & Littlejohn, 1994.

### Podział systematyczny
Do rodzaju należą następujące gatunki:
- Crinia bilingua (Martin, Tyler & Davies, 1980)
- Crinia deserticola (Liem & Ingram, 1977)
- Crinia fimbriata Doughty, Anstis & Price, 2009
- Crinia flindersensis Donnellan, Anstis, Price & Wheaton, 2012
- Crinia georgiana Tschudi, 1838
- Crinia glauerti Loveridge, 1933
- Crinia insignifera Moore, 1954
- Crinia nimbus Rounsevell, Ziegeler, Brown, Davies & Littlejohn, 1994
- Crinia parinsignifera Main, 1957
- Crinia pseudinsignifera Main, 1957
- Crinia remota (Tyler & Parker, 1974)
- Crinia riparia Littlejohn & Martin, 1965
- Crinia signifera Girard, 1853 – żaba ćwierkająca[17]
- Crinia sloanei Littlejohn, 1958
- Crinia subinsignifera Littlejohn, 1957
- Crinia tasmaniensis (Günther, 1864)
- Crinia tinnula Straughan & Main, 1966